# Каплан Лев Борисович
Лев Борисович Капла́н (6 травня 1899, Могилів-Подільський — 19 травня 1972, Київ) — український радянський графік; член Асоціації художників Червоної України у 1920-ті роки та Спілки радянських художників України з 1937 року.

## Біографія
Народився 24 квітня [6 травня] 1899 року в місті Могильові Подільської губернії Російської імперії (нині Могилів-Подільський, Вінницька область, Україна). У 1919—1920 роках виконував плакати для «Вікон УкРОСТА». Учасник громадянської війни. Протягом 1924—1929 років навчався в Харківському художньому інституті, був учнем Михайла Шаронова, Митрофана Федорова, Олексія Кокеля).
Брав участь у німецько-радянській війні. Під час війни працював для «Агітвікон» та фронтової газети «Красная Армія». Нагороджений орденом Вітчизняної війни 2 ступеня (4 серпня 1944), Хрестом Хоробрих (Польща), медалями «За оборону Сталінграда» (22 грудня 1942), «За перемогу над Німеччиною» (9 травня 1945), «За взяття Берліна» (9 червня 1945), «За визволення Варшави» (9 червня 1945).
З 1946 року жив в Києві, мешкав у будинку на вулиці Академіка Філатова, № 10а, квартира № 4. Помер в Києві 19 травня 1972 року.

## Творчість
Працював у галузі станкової і сатиричної графіки, ілюстрував і оформляв книги для Держлітвидаву УРСР, видавництв «Радянський письменник», «Молодь» та інших. Серед робіт:

Кіноплакат до фільму «Наша гостинність».

- афіша до виставки «Сучасна австрійська гравюра» (1931);

плакати
- «Бойова програма Донбасу…» (1931)
- «16. 270. 000 тонн вугілля — бойова програма Донбасу на ударний квартал» (1931);
- «Не засмічуй вбиральні!» (1932);
- «Не вари в коридорі!» (1932);
- «Не вимітай сміття на сходи!» (1932);
- «Руки короткі» (1948);
- «Хто не працює, той не їсть!» (1961);
- агітплакати (1961—1965);
- «Хата скраю…» (1963);
- «Удар! Ще удар! Потрапив у ворота!» (1968);
- «Не казка, а бувальщина про врожай» (1972);

кіноплакати до фільмів
- «50.000 нагороди» (1920-ті);
- «Наша гостинність» (1923);
- «Дім зненависти» (1926);

ілюстрації до
- книг «Щілини» (1923) і «Вовк» (1936) Джека Лондона;
- книг «Оповідання» і «Мати» Максима Горького (1933, 1947);
- книги «Пригоди Гекльберрі Фінна» Марка Твена (1937);
- альбому «Пушкін» (Київ, 1937, літографія, у співавторстві);
- книги «Народжені бурею» Миколи Островського (1940);
- комедії «Віндзорські насмішниці» Вільяма Шекспіра (1949);
- книги «Діти капітана Гранта» Жуля Верна (1950);
- книги «Літаки» Бориса Палійчука (1952);
- книги «Як це робиться» Карела Чапека (1955);
- книги «Був такий випадок» Володимира Мухіна (1956);
- книги «Дванадцять стільців» Іллі Ільфа та Євгена Петрова (1957);
- книги «Вибране» Шолом-Алейхема (1959);
- збірника «Україна сміється» (Київ, 1960);

цикли малюнків
- «Фронтові замальовки» (1941—1945);
- «Фронтова сатира» (1944—1946);

станкові роботи
- «Олександр Пушкін» (1936—1937, автолітографія);
- «Тарас Шевченко та Михайло Щепкін у Москві» (1939);
- «Старий Харків» (1939, акварель);
- «Підпалювачі» (1949);
- серія «Типи, що йдуть у минуле» (1953—1954);
- «Тигр» (1966, акварель).

Вміщував сатиричні малюнки та карикатури в журналі «Червоний перець» (1927—1934) та «Перець» (з 1943 року).
Брав участь у художніх виставках з 1924 року, всеукраїнських — з 1929 року, зарубіжних — з 1931 року.
Роботи художника зберігаються в Літературному музеї мистецтва України, Національному художньому музеї України.